# Pere Aragonès
Pere Aragonès i Garcia (Pineda de Mar, 16 de novembro de 1982) é um advogado e político espanhol, que foi presidente do Governo da Catalunha de 24 de maio de 2021 a 9 de agosto de 2024. Anteriormente, atuou entre 2018 e 2021 como vice-presidente e Ministro da Economia e Finanças da Catalunha, bem como presidente interino de 28 de setembro de 2020 até 24 de maio de 2021. É membro do partido político Esquerda Republicana da Catalunha (ERC).
Aragonès estudou Direito na Universidade Aberta da Catalunha, e Economia na Universidade de Barcelona, antes de se tornar advogado e acadêmico. Foi deputado da Catalunha de dezembro de 2006 a janeiro de 2016, altura em que foi nomeado Secretário da Economia do governo catalão. Foi membro do conselho municipal de Pineda de Mar de maio de 2011 a abril de 2018 e foi nomeado vice-presidente e ministro da Economia e Finanças da Catalunha em junho de 2018.